# Egidio Ferrari
Egidio Maciel Ferrari (Blumenau, 18 de setembro de 1981) é um policial civil e político brasileiro, filiado ao Partido Liberal (PL). Em 2022, foi eleito deputado estadual por Santa Catarina, com 34.912 votos (0,87% dos votos válidos). Em 2024, foi eleito prefeito de Blumenau e assumirá o cargo em 2025, após a eleição municipal da cidade.